# Crataegus nitida
Crataegus nitida — вид квіткових рослин із родини трояндових (Rosaceae).

## Біоморфологічна характеристика
Це дерево 100 дм заввишки. Зріла кора стовбура розбита на сіро-коричневі пластиноподібні лусочки. 1-річні гілочки каштаново коричневі; колючки на гілочках відсутні або мало, 1–2-річні каштаново коричневі, 2.5–4 см. Листки: ніжки листків 33% від довжини, 1.5–2.5 см; пластини від широко-ланцетної до вузько ромбо-еліптичної форми, 5–8 см, основа звужена, 0, або 1 або 2 (або 3) на кожному боці, верхівка від гострої до загостреної, поверхні голі. Суцвіття 10–20-квіткові. Квітки 15–18 мм у діаметрі; гіпантій голий; чашолистки 7 мм; пиляки кремові або ніжно-рожеві. Яблука від цегляно-червоного до червоного забарвлення, майже кулясті, 8–12 мм у діаметрі; чашолистки розлогі. 2n = 51. Період цвітіння: квітень; період плодоношення: вересень і жовтень.

## Ареал
Ендемік південного сходу США (Арканзас, Іллінойс, Міссурі, Огайо, Пенсильванія, Теннессі, Вісконсин).
Населяє заплави; висота зростання: 10–200 метрів.